# Diolcus chrysorrhoeus
Diolcus chrysorrhoeus är en insektsart som först beskrevs av Fabricius 1803.  Diolcus chrysorrhoeus ingår i släktet Diolcus och familjen sköldskinnbaggar. Inga underarter finns listade i Catalogue of Life.